# Monaco op de Olympische Zomerspelen 1964
Monaco nam deel aan de Olympische Zomerspelen 1964 in Tokio, Japan. Ook de achtste olympische deelname bleef zonder medailles.

## Deelnemers en resultaten
(m) = mannen, (v) = vrouwen 

### Gewichtheffen
| Olympiër       | Discipline  | Resultaat | Prestatie                                                                                |
| -------------- | ----------- | --------- | ---------------------------------------------------------------------------------------- |
| René Battaglia | -82,5kg (m) | 16e       | drukken: 15de met 127,5kg trekken: 19de met 115kg stoten: 11de met 165kg totaal: 407,5kg |

Afghanistan · Algerije · Argentinië · Australië · Bahama's · België · Bermuda · Birma · Bolivia · Brazilië · Brits-Guiana · Bulgarije · Cambodja · Canada · Ceylon · Chili · Colombia · Congo-Brazzaville · Costa Rica · Cuba · Denemarken · Dominicaanse Republiek · Duits eenheidsteam · Ethiopië · Filipijnen · Finland · Frankrijk · Ghana · Griekenland · Groot-Brittannië · Hongarije · Hongkong · Ierland · IJsland · India · Irak · Iran · Israël · Italië · Ivoorkust · Jamaica · Japan · Joegoslavië · Kameroen · Kenia · Libanon · Liberia · Libië · Liechtenstein · Luxemburg · Madagaskar · Maleisië · Mali · Marokko · Mexico · Monaco · Mongolië · Nederland · Nederlandse Antillen · Nepal · Nieuw-Zeeland · Niger · Nigeria · Noord-Rhodesië · Noorwegen · Oeganda · Oostenrijk · Pakistan · Panama · Peru · Polen · Portugal · Puerto Rico · Roemenië · Senegal · Sovjet-Unie · Spanje · Taiwan · Tanganyika · Thailand · Trinidad en Tobago · Tsjaad · Tsjecho-Slowakije · Tunesië · Turkije · Uruguay · Venezuela · Verenigde Arabische Republiek · Verenigde Staten · Vietnam · Zuid-Korea · Zuid-Rhodesië · Zweden · Zwitserland